# 14683 Remy
14683 Remy este un asteroid din centura principală de asteroizi.

## Descriere
14683 Remy este un asteroid din centura principală de asteroizi. A fost descoperit pe 8 decembrie 1999 la Socorro, New Mexico, în cadrul proiectului LINEAR. Asteroidul prezintă o orbită caracterizată de o semiaxă mare de 2,28 ua, o excentricitate de 0,16 și o înclinație de 5,0° în raport cu ecliptica.